# Карпец, Владимир Александрович
Владимир Александрович Карпец (род. 20 сентября 1980 года, Ленинград, СССР) — российский трековый и шоссейный велогонщик. Заслуженный мастер спорта России. Лучший молодой гонщик Тур де Франс 2004, победитель Вуэльты Каталонии и Тура Швейцарии в 2007 году.
Трёхкратный участник Олимпийских игр. На Олимпиаде в Сиднее участвовал в командной и индивидуальной гонках преследования на треке. На Олимпиаде в Афинах участвовал в групповой шоссейной гонке. На летних Олимпийских играх в Пекине — в групповой гонке и индивидуальной гонке на время.

## Биография
Начал заниматься велоспортом в родном Ленинграде, позже переехал в Испанию и выступал за команду iBanesto.com.
На Тур де Франс 2004 года, использовал свои способности и в раздельной гонке на время, на предпоследнем этапе обошёл Томаса Фёклера в борьбе за молодёжную классификацию.
В сезоне 2005 года попал в десятку генеральной классификации на Джиро д’Италия, но не сумел развить успех на Тур де Франс.
В 2007 году он выиграл первый этап на Вуэльте Кастилии и Леона и занял первое итоговое место на Вуэльте Каталунии и Тур Швейцарии.

## Статистика выступлений наГранд Турах
| Гранд Тур | 2003 | 2004 | 2005 | 2006 | 2007 | 2008 | 2009 | 2010 | 2011 | 2012 | 2013 |
| --------- | ---- | ---- | ---- | ---- | ---- | ---- | ---- | ---- | ---- | ---- | ---- |
| Джиро     | -    | -    | 7    | -    | -    | 22   | -    | 14   | -    | -    | 47   |
| Тур       | 100  | 13   | 50   | 30   | 14   | -    | 13   | сход | 28   | 53   | -    |
| Вуэльта   | -    | -    | -    | 8    | 7    | -    | -    | 13   | 42   | -    | -    |